# 에탄올아민
에탄올아민(Ethanolamine)은 화학식 HOCH
2CH
2NH
2 또는 C
2H
7NO를 갖는 유기 화합물이다. 이 분자는 일차 아민과 일차 알코올을 동시에 함유하는 이기작용성 분자이다. 에탄올아민은 무색의 점성이 있는 액체이며 암모니아 냄새가 난다.

## 생합성
HOCH
2CH(CO
2H)NH
2 → HOCH
2CH
2NH
2 + CO2